# Lepidasthenia tubicola
Lepidasthenia tubicola är en ringmaskart som beskrevs av Francis Day 1973. Lepidasthenia tubicola ingår i släktet Lepidasthenia och familjen Polynoidae. Inga underarter finns listade i Catalogue of Life.